# Willinakaqe
Willinakaqe salitralensis
Genre
Espèce
Willinakaqe est un genre fossile de dinosaures ornithopodes de la famille des hadrosauridés et de la sous-famille des saurolophinés ayant vécu en Amérique du Sud au cours de la fin du Crétacé supérieur. Ses fossiles ont été découverts en Argentine, dans le nord de la province de Río Negro dans la formation géologique d'Allen datée du Campanien supérieur et Maastrichtien inférieur, soit il y a environ 72 Ma (millions d'années). Il s'agit du second genre d'hadrosauridés à avoir été retrouvé en Amérique du Sud et plus globalement sur l'ancien supercontinent du Gondwana après Secernosaurus en 1979.
Une seule espèce est rattachée au genre : Willinakaqe salitralensis, elle a vécu en Argentine (Patagonie).

## Étymologie
Son nom de genre indique en langue mapuche : « willi » (« sud »), « iná » (« semblable ») et « kaqe » (« canard ») ce qui indique la ressemblance de son bec à celui d'un canard et le fait qu'il est un des rares hadrosaures à avoir été découvert dans l'actuelle hémisphère sud.
Son nom spécifique se rapporte au nom de la localité près de laquelle il a été découvert : Salitral Moreno, dans la province de Río Negro en Argentine.

## Description
Les restes de plusieurs Willinakaqe salitralensis, aussi bien juvéniles qu'adultes, découverts sur le site argentin, dans la formation géologique d'Allen, montrent que les plus grands adultes ont une longueur de 9 mètres. Les vertèbres sacrées et les premières vertèbres caudales de l’animal présentent des longues épines dorsales et ventrales.
L'holotype est un prémaxillaire droit, conservé au musée provincial Carlos Ameghino de Cipolletti (es) sous la référence MPCA-Pv SM 8. D'autres spécimens de Willinakaqe ont été trouvés dans l'arrondissement de Malvinas Argentinas en grande banlieue de Buenos Aires. 
Quelques-uns de ces fossiles avaient été précédemment décrits comme pouvant appartenir à un Lambeosaurinae,.

## Classification
Le nom valide complet (avec auteur) de ce taxon est Willinakaqe Juárez-Valieri (d), Haro, Fiorelli & Calvo, 2010.

### Validité du taxon
La validité et la valeur du taxon font l'objet de différentes interprétations. Selon Penélope Cruzado Caballero et Rodolfo Coria en 2016, les fossiles attribués à Willinakaqe appartiennent à plus d'un seul taxon d'hadrosauridés. Ils considèrent que la description originale n'est pas valide et que l'holotype est trop altéré et incomplet pour être suffisamment diagnostique. Ils en concluent que le genre doit être considéré comme un nomen vanum (mauvais nom ou mauvaise identification),. 
Au contraire, les différentes analyses phylogénétiques réalisées par Albert Prieto-Márquez et ses collègues entre 2010 et 2016 retiennent Willinakaqe comme un Saurolophinae et, plus précisément, un membre de la tribu des Kritosaurini en compagnie du genre sud-américain Secernosaurus et des nord-américains Kritosaurus, Gryposaurus et Naashoibitosaurus,,.

### Phylogénie
Le cladogramme ci-dessous a été réalisé par Prieto-Márquez et ses collègues en 2016. Il précise leurs analyses précédentes de 2010 et 2014,. Leur étude a pris en compte 61 espèces d'hadrosauridés caractérisées par 273 caractéristiques morphologiques (189 au niveau du crâne et 84 pour le squelette post-crânien). Willinakaqe y est positionné en groupe frère de Secernosaurus :
- - Telmatosaurus
  - 
    - 
      - Jintasaurus
      - Lophorhothon

    - 
      - Claosaurus
      - 
        - Tethyshadros
        - Hadrosauridae
          - Hadrosaurus
          - Saurolophidae
            - Lambeosaurinae
            - Saurolophinae
              - 
                - Acristavus
                - Maiasaura
                - Brachylophosaurus

              - 
                - 
                  - Naashoibitosaurus
                  - 
                    - Kritosaurus
                    - 
                      - Gryposaurus
                      - 
                        - « Big Bend UTEP 37.7 »
                        - 
                          - Willinakaqe
                          - Secernosaurus

                - 
                  - "Sabinosaure" PASAC-1
                  - 
                    - 
                      - Prosaurolophus
                      - 
                        - Augustynolophus
                        - Saurolophus

                    - 
                      - Kerberosaurus
                      - 
                        - Kundurosaurus
                        - 
                          - Shantungosaurus
                          - Edmontosaurus